# Olios luctuosus
Olios luctuosus là một loài nhện trong họ Sparassidae.
Loài này thuộc chi Olios. Olios luctuosus được Richard C. Banks miêu tả năm 1898.